# Archidiecezja Paraná
Archidiecezja Paraná (łac. Archidioecesis Paranensis) – archidiecezja Kościoła rzymskokatolickiego w Argentynie.

## Historia
13 czerwca 1859 papież Pius IX bullą Vel a Primis erygował diecezję Paraná. Dotychczas wierni z tym terenów należeli do diecezji (obecnie archidiecezji) Buenos Aires.
15 lutego 1897 diecezja utraciła część swojego terytorium na rzecz nowo powstającej diecezji Santa Fe, zaś 21 stycznia 1910 na rzecz diecezji Corrientes. 20 kwietnia 1934 decyzją papieża Piusa XI wyrażoną w bulli Nobilis Argentinæ Nationis diecezja została podniesiona do rangi archidiecezji metropolitalnej. 11 lutego 1957 diecezja ponownie straciła część swych terenów na rzecz nowo powstającej diecezji Gualeguaychú, zaś 10 kwietnia 1961 na rzecz diecezji Concordia.

## Ordynariusze

### Biskupi Paraná
- Luis José Gabriel Segura y Cubas (1859 - 1862)
- José María Gelabert y Crespo (1865 - 1897)
- Rudesindo de la Lastra y Gordillo (1898 - 1908)
- Abel Juan Bazán y Bustos (1910 - 1926)
- Julián Pedro Martínez (1927 - 1934)

### Arcybiskupi Paraná
- Zenobio Lorenzo Guilland (1934 - 1962)
- Adolfo Servando Tortolo (1962 - 1986)
- kard. Estanislao Esteban Karlic (1986 - 2003)[2]
- Mario Maulión (2003 - 2010)[2][3]
- Juan Alberto Puiggari (2010-2025)[3]
- Raúl Martín (od 2025)[4]